# Mayrornis
Genre
Mayrornis est un genre de passereaux de la famille des Monarchidae.

## Liste des espèces
Selon la classification de référence du Congrès ornithologique international (version 6.4, 2016) :
- Mayrornis lessoni (Gray, GR, 1846)
  - Mayrornis lessoni lessoni (Gray, GR, 1846)
  - Mayrornis lessoni orientalis Mayr, 1933
- Mayrornis schistaceus Mayr, 1933
- Mayrornis versicolor Mayr, 1933